# Messatoporus variegatus
Messatoporus variegatus är en stekelart som först beskrevs av Győző Szépligeti 1916.  Messatoporus variegatus ingår i släktet Messatoporus och familjen brokparasitsteklar. Inga underarter finns listade i Catalogue of Life.